# Kakarijärvi
Kakarijärvi är en sjö i Finland. Den ligger i kommunen Rovaniemi i landskapet Lappland, i den norra delen av landet, 700 km norr om huvudstaden Helsingfors. Kakarijärvi ligger 132,4 meter över havet. Arean är 93,2 hektar och strandlinjen är 5,92 kilometer lång. Sjön  ingår i Kemi älvs huvudavrinningsområde. 